# Premarin

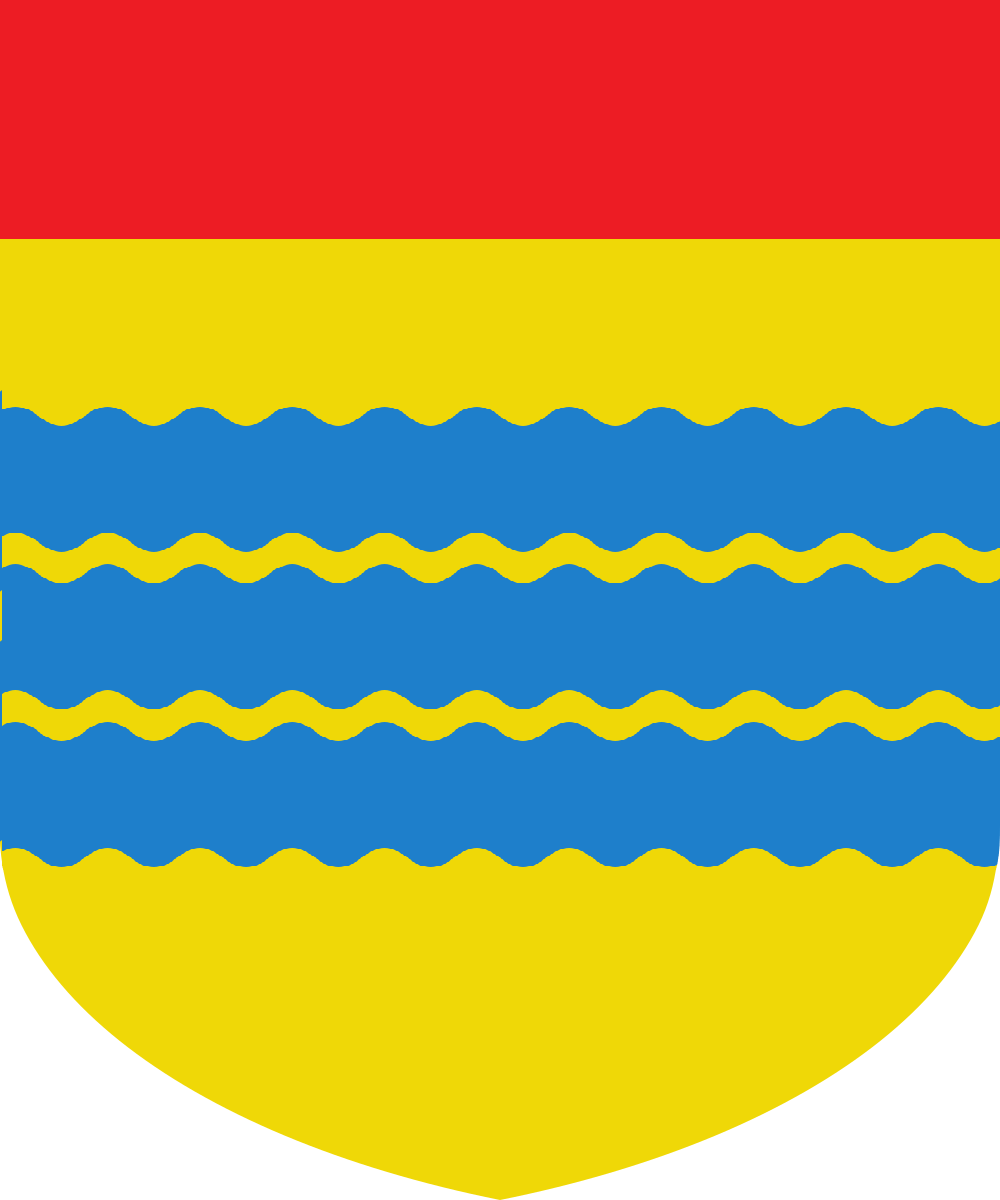
Stemma Premarin

I Premarin furono una famiglia patrizia veneziana, annoverata fra le cosiddette Case Nuove. 

## Storia
Di antichissima nobiltà, sarebbero stati originari di Equilio. Diedero alcuni tribuni al Ducato, entrando in Maggior Consiglio nel 1205.
Quando Negroponte venne inclusa tra i possedimenti della Serenissima, i Premarin vi si stabilirono, acquisendo vasti possedimenti. Con la conquista ottomana dell'isola (1470), la casata passò nelle colonie venete di Candia. Dopo l'arrivo dei Turchi, tornarono a Venezia.
Alla fuga da Negroponte è legata la vicenda di Polissenna Premarin che, con Beatrice Renier, fece voto di farsi monaca se avesse avuto salva la vita. Giunte a Venezia illese, le due donne si fecero francescane e fondarono il convento del Santo Sepolcro, oggi scomparso.
I Premarin si estinsero nel corso del XVIII secolo, probabilmente fra il 1734 e il 1759.